# Stanisław Dąbrowski (komunista)

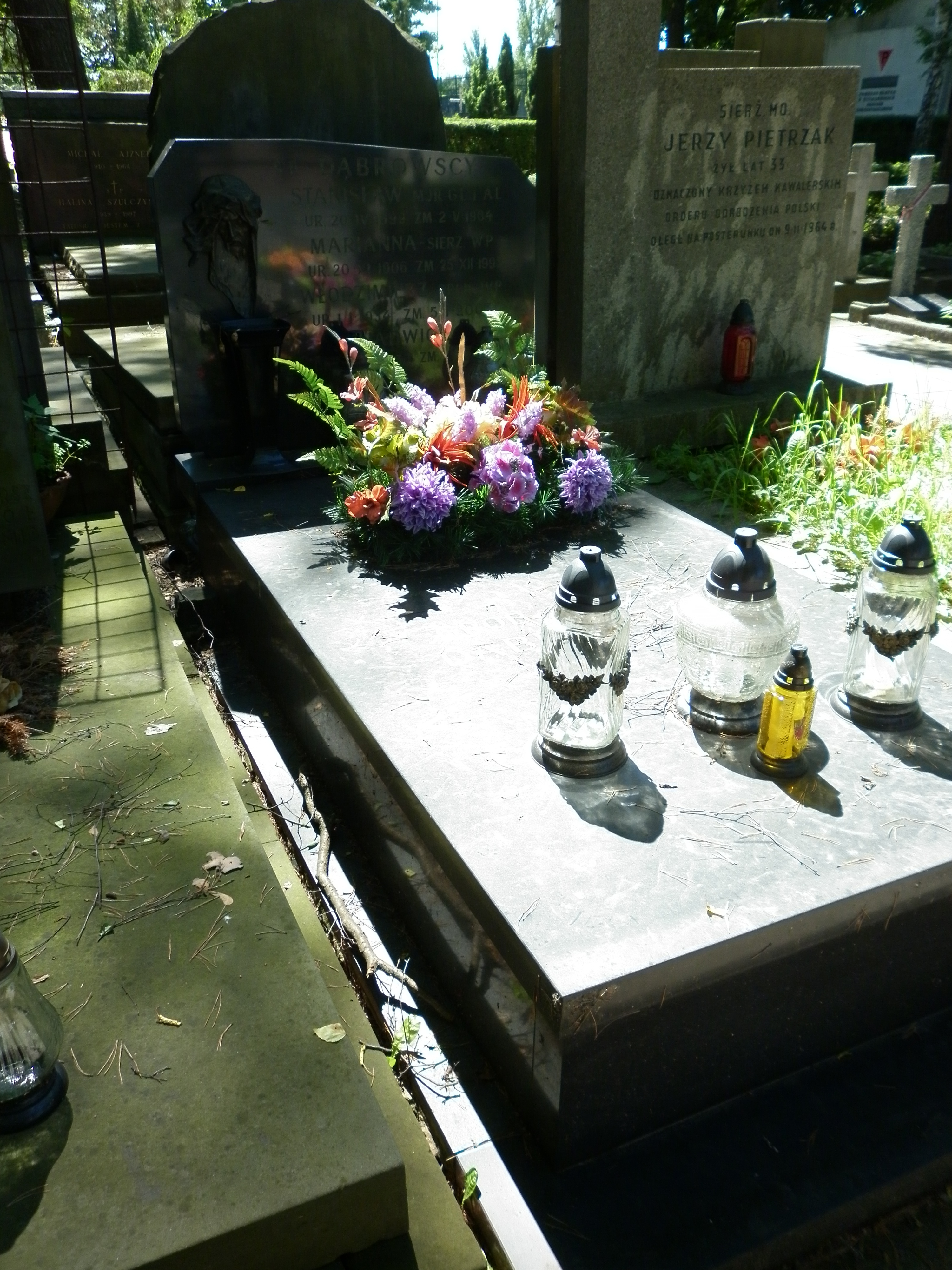
Grób Stanisława Dąbrowskiego na Cmentarzu Wojskowym na Powązkach

Stanisław Dąbrowski ps. „Brzoza”, „Stasiek”, „Witold” (ur. 20 kwietnia 1899 w Mińsku Mazowieckim, zm. 2 maja 1964 w Warszawie) – działacz komunistyczny, organizator PPR i GL w Okręgu Warszawa-Prawa Podmiejska, major Armii Ludowej i sekretarz okręgowy PPR w Siedlcach.

## Życiorys
Od 1915 pracował w fabryce K. Rudzki i S-ka w Mińsku Mazowieckim, w latach 1919–1922 służył w wojsku. W 1923 wstąpił do KPP, był aktywistą Związku Zawodowego Metalowców w Mińsku Maz. W 1923 wstąpił do Komunistycznej Partii Robotniczej Polski, rok później założył zakładową komórkę partyjną oraz sekretarzem Komitetu Miejskiego (KM) Komunistycznej Partii Polski, a od 1926 sekretarzem Komitetu Dzielnicowego (KD) i członek Komitetu Okręgowego (KO) Warszawa-Prawa Podmiejska. W 1927 za działalność wywrotową został zwolniony z pracy, w tym samym roku został radnym miejskim z ramienia Jedności Robotniczej. Organizował komitety bezrobotnych, w 1931 zorganizował marsz głodnych. 25 kwietnia 1931 został aresztowany za kolportaż nielegalnej prasy i osadzony w areszcie na ulicy Daniłłowiczowskiej w Warszawie, 1 lutego 1932 skazany przez Sąd Okręgowy (SO) w Warszawie na 2 lata więzienia. 22 maja wyszedł na wolność uniewinniony przez sąd apelacyjny. Ponownie aresztowany w 1935 w Ostrowi Mazowieckiej za agitację komunistyczną, wypuszczony po roku. W 1937 został sekretarzem Komitetu Okręgowego KPP w Łomży, ponownie aresztowany za organizację demonstracji robotniczej do wybuchu wojny w 1939 odsiadywał karę w więzieniach w Łomży i Płocku. Po wydostaniu się z więzienia w Płocku we wrześniu 1939 przeszedł na tereny zajęte przez ZSRR i włączył się w organizowanie komunistycznego aparatu administracyjnego; m.in. przez pewien czas był zastępcą burmistrza Łomży.
Po wybuchu wojny niemiecko-sowieckiej w czerwcu 1941 rozpoczął działalność konspiracyjną na Podlasiu i okolicach Mińska Mazowieckiego. Na początku 1942 wraz z innym działaczem komunistycznym, Władysławem Skowrońskim „Młotem”, zaczął tworzyć na tym terenie komórki PPR i GL. Był współtwórcą dowództwa powiatowego GL, Komitetu Powiatowego PPR i oddziału partyzanckiego GL, w skład którego wszedł i brał udział w akcjach bojowych. Od początku 1943 był sekretarzem PPR Okręgu Siedlce. Współpracował z garnizonami i placówkami Batalionów Chłopskich i Armii Krajowej. M.in. wspólnie z plutonem AK Jana Korzeniowskiego zaatakował posterunek żandarmerii w Broszkowie (zginęło 2 żandarmów, a 2 innych zostało rannych); całością sił dowodził „Brzoza”. Okresowo dowodził oddziałem partyzanckim GL, Gestapo wyznaczyło nagrodę za schwytanie Stanisława Dąbrowskiego w wysokości 100 tysięcy marek. Organizował oddziały Gwardii Ludowej pod dowództwem Piotra Finansowa Piotra i Jana Nalazka Waśka. Od grudnia 1942 do czerwca 1943 był sekretarzem KO PPR w Siedlcach, następnie członkiem sztabu GL Warszawa-Miasto, a następnie sekretarzem Podokręgu Siedlce. 25 września 1943 awansowany do stopnia porucznika zaangażował się w organizowanie oddziału partyzanckiego GL-AL im. Juliusza Słowackiego, a następnie oddziału im. Feliksa Dzierżyńskiego. Razem z Armią Czerwoną wkroczył do Siedlec jako organizator władzy ludowej, powierzono mu funkcję sekretarza Komitetu Powiatowego PPR. Od sierpnia 1944 pełnił taką samą funkcję w Mińsku Mazowieckim, miesiąc później został członkiem pierwszej egzekutywy Komitetu Wojewódzkiego PPR na wyzwolone powiaty województwa warszawskiego oraz członkiem Wojewódzkiej Rady Narodowej.
W grudniu 1945 był delegatem na I Zjazd PPR, a w 1948 na Zjazd Zjednoczeniowy PPR i PPS. Od 1949 sekretarz Komitetu Powiatowego PPR w Ostrowi Mazowieckiej, a od 1950 sekretarz Komitetu Zakładowego PPR w Fabryce Urządzeń Dźwigowych w Mińsku Mazowieckim. W 1956 ze względu a postępującą chorobę przeszedł na emeryturę. Został pochowany na Cmentarzu Wojskowym na Powązkach (kw. 2C-9-16).

## Odznaczenia
Został odznaczony m.in.
- Orderem Sztandaru Pracy II klasy,
- Orderem Krzyża Grunwaldu III klasy,
- Orderem Virtuti Militari V klasy,
- Krzyżem Partyzanckim i Złotym Krzyżem Zasługi.